# Ria Wägner
Ria Wägner, egentligen Maria Wägner,  född 28 oktober 1914 i Stockholm, död 11 november 1999 på Lidingö, var en svensk författare, översättare och programledare i TV. 
Under andra hälften av 1950-talet blev hon en av de första svenska TV-kändisarna.

## Biografi
År 1939 blev Ria Wägner filosofie magister vid Lunds universitet, men anställdes redan året innan vid Nya Dagligt Allehanda där hon stannade till 1941 då hon fick en tjänst vid Åhlén & Åkerlunds förlag. Hon var TV-producent under åren 1957–1966 och 1970–1977. Hon ledde TV-programmet Hemma som började sändas 30 november 1956. Hennes signum på TV var vinkningen med handryggen mot tittaren, en gest inspirerad från Italien där hon som barn bodde en tid med sin mor.
Wägner skrev även kokböcker och reseskildringar samt var redaktör för tidningen Vecko-Revyn. På 1950-talet översatte hon ett flertal böcker till svenska, däribland de tre inledande böckerna i deckarserien Jaguar (1950), men även titlar i monografiserien Tidens franska klassiker.
Under åren 1962–1963 var Wägner chefredaktör för tidningen Idun, som 1963 slogs samman med Vecko-Journalen. Hennes faster Elin Wägner hade varit redaktionssekreterare där 1907–1917 och hennes mor 1921–1923. Under 1960-talet medverkade hon även i ett antal husmorsfilmer.
Ria Wägner är gravsatt i minneslunden på Lidingö kyrkogård.

### Familj
Ria Wägner var dotter till författarna Harald Wägner och Ellen Rydelius samt brorsdotter till Elin Wägner. Hon gifte sig 1939 med Staffan Rosén, med vilken hon fick två söner. Makarna skilde sig 1946, men redan från 1945 sammanlevde Ria Wägner med författaren Gustav Sandgren, med vilken hon fick dottern Veronica Wägner.

## TV-priset Ria
År 2014 fick de svenska TV-producenternas pris namnet Ria för att hedra Ria Wägner som en legendarisk pionjär inom svensk television. Priset utdelas årligen till förtjänta TV-produktioner och medarbetare inom en mängd olika kategorier.